# (13335) Tobiaswolf
(13335) Tobiaswolf (1998 SK61) – planetoida z pasa głównego asteroid okrążająca Słońce w ciągu 4,5 lat w średniej odległości 2,72 j.a. Odkryta 17 września 1998 roku.